# Way Back Love
Way Back Love (en hangul, 내가 죽기 일주일 전; en hanja, 내가 죽기 一週日 前; romanización revisada, Naega jukgi iljuil jeon; literalmente, «Una semana antes de morir») es una serie de televisión suroreana basada en la homónima novela de Seo Eun-chae. Es un drama romántico y de fantasía escrito por Song Hyeon-ju y Jang In-jung, dirigido por Kim Hye-young y Choi Ha-na, y protagonizado por Gong Myung y Kim Min-ha. Está compuesto por seis episodios que se emitieron por la plataforma TVING desde el 3 hasta el 17 de abril de 2025, a razón de dos por día, en horario de jueves a las 24:00 (hora local coreana). Desde el mismo día 17 se emitió en el canal tvN, un episodio por día los jueves y viernes a las 22:40. También está disponible en otras plataformas de contenidos audiovisuales, según los países, como Viki y Viu.

## Sinopsis
Jeong Hee-wan y Kim Ram-woo se conocieron cuando eran estudiantes de secundaria; una broma preparada para el día de los Inocentes, en la que se intercambiaron los nombres, fue la causa inicial de que se unieran sus destinos y fueran cada uno el primer amor del otro. Sin embargo, dos años después ese mismo cambio de nombres provoca la muerte de él, y desde entonces ella pasa su juventud sin ninguna voluntad de vivir. Cuatro años más tarde, se presenta ante ella Ram-woo, ahora como el ángel de la muerte, y le anuncia que le queda una semana de vida. También le pide que haga una extraña lista de deseos con él. Descubren entonces secretos que nunca conocieron, mientras completan sus listas de deseos y encuentran el significado de la vida y el amor.

## Reparto

### Principal
- Gong Myung como Kim Ram-woo, quien parece indiferente pero tiene un corazón profundo y una apariencia cálida.[4][5]
- Kim Min-ha como Jeong Hee-wan, que cuando era estudiante de secundaria estaba dotada de una vivacidad inocente y peculiar.[4][6][7]
- Jung Gun-joo como Lee Hong-seok, amigo íntimo de Ram-woo y entusiasta de los juegos de mesa.[8][9]
- Oh Woo-ri como Yoon Tae-kyung, la mejor amiga de Hee-wan.[8][10]

### Secundario
- Ko Chang-seok como Jeong Il-beom, el padre de Hee-wan, que dirige un pequeño restaurante y cría solo a sus dos hijas.[8]
- Seo Young-hee como Kim Jung-sook, la madre de Ram-woo, que abandonó su carrera como artista para cuidar de su hijo.[8]
- Jeon Chae-eun como Jeong Hee-joo, la hermana menor de Hee-wan. Aunque las dos están siempre discutiendo, en realidad se preocupa por su hermana mayor más que cualquier otra persona.[11][12][13]
- Jeon Jun-ho como Seung-ho, estudiante de tercer curso que mostró interés en Jung Hee-wan en la fiesta de aniversario de la universidad.[14]

### Apariciones especiales
- Jung Ra-el como Bang Ji-soo, que está enamorada de Ram-woo y pone nerviosa a Hee-wan, a la que le pide que le escriba una carta de amor a Ram-woo en su nombre (ep. 2).[15][16]
- Shim Eun-kyung como Young-hyun, una estudiante de último curso que es la única que recuerda a Hee-wan, una forastera en el departamento (ep. 3).[17][18]
- Kim Ji-soo como Yoo Ho-kyung, la esposa del padre biológico de Ram-woo, directora de un museo de arte (ep. 6).[19][20]
- Krystal como la mensajera de la muerte (ep. 6).[20]

## Producción
La serie, basada en la novela homónima de Seo Eun-chae, está escrita por Song Hyeon-ju y Jang In-jung, dirigida por Kim Hye-young y Choi Ha-na, y su creadora es Roh Deok (quien dirigió en 2013 la película Very Ordinary Couple, y en 2022 la serie Anomalías). Es la primera serie OTT planificada y producida por la división cinematográfica de CJ ENM.
Un portavoz de TVING anunció el 8 de noviembre de 2023 que Gong Myung y Kim Min-ha serían los protagonistas de la serie, y que su emisión estaba prevista para 2025. Con este trabajo él vuelve a la pantalla cuatro años después de su última aparición. El 24 de enero del año siguiente se publicaron los nombres de otros cuatro componentes del reparto artístico: Jung Gun-joo, Oh Woo-ri, Ko Chang-seok y Seo Young-hee.
La producción se presentó el primero de abril de 2025 en una conferencia de prensa celebrada en CGV Yongsan en Yongsan-gu, Seúl, con la presencia de la directora Kim Hye-young y de los actores Jung Gun-joo, Gong Myung, Kim Min-ha y Oh Woo-ri.

## Banda sonora original
| Parte | Fecha de publicación                                                                 | Título                                                                               | Letra                                                                                | Música                                                                               | Artista                                                                              | Dur.                                                                                 | Ref.                                                                                 |
| ----- | ------------------------------------------------------------------------------------ | ------------------------------------------------------------------------------------ | ------------------------------------------------------------------------------------ | ------------------------------------------------------------------------------------ | ------------------------------------------------------------------------------------ | ------------------------------------------------------------------------------------ | ------------------------------------------------------------------------------------ |
| 1     | 3 de abril de 2025                                                                   | 우연히 봄 («Primavera por casualidad»)                                               | Choi Jae-woo, Yuju                                                                   | Crazy Park, Peter Pan, Noheul                                                        | Yuju                                                                                 | 3:38                                                                                 | [ 25 ] [ 26 ] [ 27 ]                                                                 |
| 2     | 6 de abril de 2025                                                                   | «Best Luck»                                                                          | Loco, Dennis Chang                                                                   | Dennis Chang                                                                         | Loco, Jaeyeon                                                                        | 3:16                                                                                 | [ 28 ] [ 29 ]                                                                        |
| 3     | 10 de abril de 2025                                                                  | «If You»                                                                             | 8hoop, Kim Min                                                                       | Kim Min, 8hoop                                                                       | Kim Tae-rae                                                                          | 3:42                                                                                 | [ 30 ] [ 31 ] [ 32 ]                                                                 |
| 4     | 20 de abril de 2025                                                                  | «Time»                                                                               | Muji                                                                                 | Muji                                                                                 | Eazy                                                                                 | 3:58                                                                                 | [ 33 ] [ 34 ]                                                                        |
| 4     | 20 de abril de 2025                                                                  | «Monsters in the Dark»                                                               | Bruce Hunter Madrid                                                                  | Bruce Hunter Madrid                                                                  | Bruce Hunter Madrid                                                                  | 3:46                                                                                 | [ 33 ] [ 34 ]                                                                        |
| Notas | Las canciones de la banda sonora tienen una versión instrumental de igual duración . | Las canciones de la banda sonora tienen una versión instrumental de igual duración . | Las canciones de la banda sonora tienen una versión instrumental de igual duración . | Las canciones de la banda sonora tienen una versión instrumental de igual duración . | Las canciones de la banda sonora tienen una versión instrumental de igual duración . | Las canciones de la banda sonora tienen una versión instrumental de igual duración . | Las canciones de la banda sonora tienen una versión instrumental de igual duración . |

## Estreno y recepción
Los tres primeros episodios se presentaron en la sección On Screen del 29.º Festival Internacional de Cine de Busan, que se desarrolló entre el 2 y el 11 de octubre de 2024. El 5 de marzo de 2025 TVING anunció el estreno para el 3 de abril, y lanzó un vídeo de avance y un cartel. Más adelante, el 15 de abril, el canal tvN anunció que emitiría también la serie desde el 17 de ese mes, en horario de jueves y viernes a las 22:40 horas.
Tal y como reflejaron las reacciones del público en las redes sociales, la serie fue acogida favorablemente; algunos espectadores valoraron que, a pesar de abordar un tema como el de la muerte, lo hiciera sin perder la alegría que proporciona la historia; esto fue posible en particular gracias al trabajo de los actores, en particular de Gong Myung y Kim Min-ha.